# Defspiral
Defspiral (estilizado como defspiral, y que existió brevemente con el nombre de Wilma-Sidr) es una banda de rock visual kei japonesa compuesta por la mayoría de los antiguos miembros de the Underneath. Cuando este último grupo se disolvió en 2010, la mayor parte del grupo fue contratado por Avex Mode para tocar canciones para Kamen Rider. Esto ocurrió con un cambio en su estilo para encajar con una audiencia de rock alternativo y mainstream.

## Historia
Antes de disolverse por completo, the Underneath, sans Tal, se reunió bajo la denominación Wilma-Sidr para tocar "Leave all Behind", el tema principal de Kamen Rider Accel para la banda sonora de Kamen Rider W. "Leave all Behind" se lanzó como single el 28 de abril de 2010[cita requerida].
Los miembros de Wilma-Sidr después se reunieron con el nombre Defspiral en el sello Avex Mode de Avex Group y lanzaron el sencillo "Dive into the Mirror", la canción de la apertura para las emisiones en TV Asahi de Kamen Rider: Dragon Knight. Antes del cambio, Ryo había actuado como arreglista para las canciones en las bandas sonoras de Kamen Rider Kiva y Kamen Rider Decade.
Cuando el contrato con Avex acabó, Defspiral firmó con Pony Canyon Knowledge Alliance/PCI Music, distribuyendo los singles  "Twilight" y "Revolver" en 2010, y sacando "Melody/Story" de forma independiente y a través de Sonic Scope Records en 2011[cita requerida]. Los miembros de Defspiral en 2011 también trabajaron en el musical Pink Spider, inspirado en la música del fallecido guitarrista de X Japan hide. El álbum de debut del grupo, Progress, se lanzó a finales de octubre de 2011, mostrando un estilo musical más contundente con sólo un guitarrista. El 7 de diciembre Defspiral sacó un maxisencillo de 4 pistas bajo el título de  "Reply -Tribute to hide-" como tributo al fallecido hide, quién llevó a los miembros de la banda anterior, Transtic Nerve a su sello discográfico. Está compuesto de covers de sus canciones "Pink Spider", "Doubt", "Rocket Dive" y "Flame".
Pocos meses después de su último lanzamiento sacan a la venta su 5º sencillo, "Break the silence", el 14 de marzo de 2012.

## Miembros
- Taka – vocalista
- Masato – guitarra
- Ryo – bajista
- Masaki – batería

## Discografía

### Como Wilma-Sidr
Singles
- "Leave all Behind" (2010)

### Como Defspiral
Álbumes
- Progress (2011, Plug/essence)

Singles
- "Dive into the Mirror" (2010, Avex Mode)
- "Revolver" (2010, Plug/Knowledge Alliance/PCI Music)
- "Twilight" (2010, Plug/Knowledge Alliance/PCI Music)
- "Melody/Story" (2011, Sonic Scope Records)
- "Break the Silence" (2012, Sonic Scope Records)

Otros
- "Reply -Tribute to hide-" (2011, Plug)